# Belleville (Illinois)
Belleville is een plaats (city) in de Amerikaanse staat Illinois, en valt bestuurlijk gezien onder St. Clair County.
De plaats is sinds 1887 de zetel van een rooms-katholiek bisdom.

## Demografie
Bij de volkstelling in 2000 werd het aantal inwoners vastgesteld op 41.410.
In 2006 is het aantal inwoners door het United States Census Bureau geschat op 41.095, een daling van 315 (-0,8%). In 2016 werd het inwonersaantal geschat op 41.906.

## Geografie
Volgens het United States Census Bureau beslaat de plaats een oppervlakte van
49,1 km², waarvan 48,8 km² land en 0,3 km² water.

## Geboren
- Buddy Ebsen (1908-2003), acteur
- Sandra Magnus (1964), astronaute
- Jeff Tweedy (1967), rockzanger/gitarist
- Peter Sarsgaard (1971), acteur